# Quận Rio Arriba, New Mexico
Quận Rio Arriba là một quận thuộc tiểu bang New Mexico, Hoa Kỳ. Quận này có diện tích km², dân số theo điều tra năm  2000 của Cục điều tra dân số Hoa Kỳ là 41.190 người 2. Quận lỵ đóng tại thành phố Tierra Amarilla6. Đây là một trong 9 quận đầu tiên của tiểu bang. Quận được lập năm 1852. Quận đã được đặt tên theo thượng lưu sông Rio Grande. Một phần quận này đã được tách ra để lập quận San Juan vào năm 1887.

## Địa lý
Theo Cục điều tra dân số Hoa Kỳ, quận có diện tích 15.172 km2, trong đó có 100 km2 là diện tích mặt nước.

### Quận giáp ranh
- Quận Taos, New Mexico - đông
- Quận Mora, New Mexico - đông nam
- Quận Santa Fe, New Mexico - nam
- Quận Los Alamos, New Mexico - nam
- Quận Sandoval, New Mexico - nam
- Quận San Juan, New Mexico - tây
- Quận Archuleta, Colorado - bắc